# Conolophia rudis
Conolophia rudis là một loài bướm đêm trong họ Geometridae.